# Montre à maréographe
 (signalé en mai 2025).
Si vous disposez d'ouvrages ou d'articles de référence ou si vous connaissez des sites web de qualité traitant du thème abordé ici, merci de compléter l'article en donnant les références utiles à sa vérifiabilité et en les liant à la section « Notes et références ».
- Archive Wikiwix
- Bing
- Cairn
- DuckDuckGo
- E. Universalis
- Gallica
- Google
- G. Books
- G. News
- G. Scholar
- Persée
- Qwant
- (zh) Baidu
- (ru) Yandex
- (wd) trouver des œuvres sur Wikidata

Une horloge ou une montre à maréographe possède un instrument destiné à indiquer l'heure et l'état de la marée en un lieu donné de la côte.
Cette fonction est utile à un public assez limité : pêcheurs, plaisanciers, promeneurs et baigneurs des bords de mer, de telle sorte que la diffusion de montres maréographes est restée limitée à quelques marques s'adressant à un public confidentiel.
Avec le développement du surf, la demande de montres à maréographes a commencé à devenir importante, des nouveaux modèles ont été créés à partir du milieu des années 1980 par les fabricants d'accessoires et d'équipement de surf.
Avec le développement d'internet et des téléphones portables qui permettent d'accéder partout instantanément aux données des tables de marées, cette fonction devient très simple à implémenter sur une montre connectée, et il n'est plus nécessaire que les montres disposent d'un mécanisme calculant lui-même l'heure des phases des marées et de la Lune.
Le maréographe ne doit être confondu avec le marégraphe qui est un instrument servant à mesurer chaque jour la hauteur de la marée.

## Fonctionnement
Les maréographes sont à la base des chronographes lunaires spécialisés, ils indiquent l'heure lunaire. En effet, chaque jour lunaire de 24 heures 50 minutes comporte deux cycles de marées, soit deux pleines mer et deux basses mer.
Les heures de marée dépendant de la latitude, le maréographe doit être mis à l'heure d'un lieu donné à partir d'un annuaire des marées qui fonde aussi ses prévisions sur un ensemble d'autres facteurs locaux très complexes comme l'incidence des trajectoires elliptiques des corps célestes, les courants, la profondeur des fonds, la forme de la côte. 
Certains maréographes indiquent aussi l'amplitude relative des marées (le coefficient) qui dépend des positions respectives du Soleil, de la Lune et de la Terre. En effet, lorsque les deux premiers sont en conjonction, c'est-à-dire alignés, l'action du Soleil s'ajoute à celle de la Lune, et la marée, appelée Marée de vive eau ou Grande marée, est la somme des deux marées que la Lune et le Soleil feraient naître séparément. Dans le cas contraire, les marées sont plus faibles. Elles atteignent leur niveau minimal dit de morte eau lors des premier et dernier quartiers, quand les centres de la Lune, de la Terre et du Soleil font un angle droit dans l'espace.

## Histoire

### Montres à remontoir manuel, mécaniques et affichage par index
En 1890, la fabrique d'horlogerie suisse Charles Couleru-Meuri à la Chaux-de-Fonds commercialise des quantièmes donnant les phases de lune (avec un nouveau brevet) et des « montres maréographes ».

### Montres à remontoir automatique, mécanique et affichage par index
Ensuite, on trouve un autre horloger suisse, Heuer-Leonidas, qui a intégré en 1940 une fonction maréographique dans son modèle de montre Solunar, reprenant le nom des tables solunaires inventées et publiées sur papier par l'Américain John Alden Knight, et destinée aux pêcheurs. 
La même montre, dotée d'une fonction de compte à rebours de cinq minutes pour les régates de voile, et baptisée Seafarer, est diffusée en 1950 aux USA par la société Abercrombie & Fitch, alors spécialisée dans les vêtements et les équipements de randonnée, de pêche et de chasse. Le boitier est fabriqué par Heuer, avec les mêmes mouvements Valjoux 71, puis 72.
Orvis a commercialisé un modèle sur les mêmes bases de boitier et de mouvement, appelé Solunagraph. 
Dans les années 1990, l'horloger Eberhard & Co a commercialisé un chronographe nommé Marescope dont le mouvement mécanique automatique est le calibre suisse 17 rubis Lemania 5190, avec une trotteuse et trois petits cadrans: phases de lune, phases de marée et chronomètre.
Corum a tiré parti du mouvement Golden Bridge pour concevoir une montre de yachtman à maréographe, Admiral's cup Tide, et en 2007, l'horloger suisse Rolex a commercialisé sous le nom de Yacht-Master, un chronographe comportant un compte à rebours et un maréographe.

### Montres à quartz, à mouvement mécanique et affichage par index
À partir des années 1980, le développement du surf engendre un nouveau besoin de pouvoir connaître en permanence l'état de la marée. 
Deux fabricants vont concevoir des nouveaux modèles de montres maréographes dans les deux régions où se développe le surf: Rip Curl en Australie, puis Nixon en Californie, à partir d'un même mouvement qui reste de fabrication suisse, mais qui est à quartz : ISA 8272. Ces montres deviennent des montres de plongée capables de résister au milieu très agressif du surf : sable, pression, immersion, sel, chutes, soleil.
La Mastertide de Rip Curl conserve la forme de boitier classique avec l'état de la marée indiqué dans un petit cadran, en ajoutant les phases de Lune dans un autre, et les secondes dans un troisième. Elle possède un système d'ajustement appelé ATS qui consiste dans la mémorisation des données fondamentales déterminant les marées dans plusieurs de centaines de lieux de pratique du surf dans le monde.
De son côté, Nixon qui utilise le même mouvement suisse 9 rubis ISA 8272, propose d'indiquer l'état de la marée avec une grande aiguille type trotteuse, ainsi que deux cadrans, un pour les phases de lune, l'autre pour les secondes. Le modèle The Channel T possède un boitier très robuste, à la fois massif et original. Il possède une lunette graduée qui est mise hors de portée des chocs en la rendant interne et manœuvrable avec une couronne externe comme sur les montres de plongée Aquastar. Le nom de ce modèle commercialisé vers 2005, est celui de la chaine de radio T des surfeurs permettant de régler la montre.
Utilisant le même mouvement ISA 8272, plusieurs autres fabricants proposent d'autres modèles. On peut citer l'horloger Timex qui propose Expedition e-Tide and Temp, une montre indiquant l'état de la marée avec une grande aiguille, le fabricant d'équipement de plongée Beuchat qui a fait étudier la question de la mesure des marées sur les montres économiques à aiguilles par la société Capital innovation, et qui commercialise Atlantis, une montre de plongée affichant dans trois petits cadrans l'état de la marée, son coefficient et la phase de lune, et d'autres marques fantaisies comme Éric Tabarly.

### Montres à quartz, électroniques et affichage numérique
La firme japonaise Casio a proposé pour les surfeurs plusieurs modèles, la G-Shock Rescue, la Protrek, Sea Path Finder, des montres maréographes à mouvement à quartz et à affichage numérique, possédant comme pour le système ATS de Rip Curl, une vaste base de données prévisionnelles mémorisées concernant les lieux du monde où se pratique le surf.

### Montres à quartz, connectées et affichage numérique
Depuis les années 2000, les montres à Maréographes, notamment celles conçues par Rip Curl et Nixon pour les surfeurs, tendent à devenir connectées afin d'aller chercher, via un téléphone cellulaire, toutes les données concernant la marée, actualisées en temps réel.